# Quarto (collection)
Pour les articles homonymes, voir Quarto (homonymie).

Logo de la collection Quarto

« Quarto » est une collection littéraire des éditions Gallimard, créée en 1995, dirigée par Françoise Cibiel jusqu'en 2018, puis par Aude Cirier-Gouraud. Elle est composée de recueils ou d'œuvres intégrales d'écrivains classiques et contemporains, français et étrangers, dans le domaine littéraire et des sciences humaines. Au format 20.5 x 14.2 cm. sous couverture souple, les volumes sont le plus souvent dotés d'un nombre de pages important variant de 1000 à 2500.
En 2022, est créée la sous-collection « Voix contemporaines »,.

## Auteurs de la collection
- Louis Aragon
- Hannah Arendt
- Raymond Aron
- Antonin Artaud
- Marcel Aymé
- Honoré de Balzac
- Jules Barbey d'Aurevilly
- Julian Barnes
- Giorgio Bassani
- Charles Baudelaire
- Saul Bellow
- Tahar Ben Jelloun
- Paul Bénichou
- Thomas Bernhard
- Henri Bertaud du Chazaud
- Karen Blixen
- Marc Bloch
- Christian Bobin
- Boileau-Narcejac
- Nicolas Bouvier
- Paul Bowles
- Ray Bradbury
- William R. Burnett
- Roger Caillois
- Albert Camus
- Truman Capote
- Blaise Cendrars
- Raymond Chandler
- René Char
- André Chastel
- François-René de Chateaubriand
- Emil Cioran
- Albert Cohen
- Joseph Conrad
- Julio Cortázar
- Paule Constant
- Boris Cyrulnik
- Roald Dahl
- Guy Debord
- Régis Debray
- Erri De Luca
- Michel Déon
- Louis-René des Forêts
- Robert Desnos
- Philip K. Dick
- Charles Dickens
- John Dos Passos
- Georges Duby
- Réjean Ducharme
- Alexandre Dumas
- Georges Dumézil
- Marguerite Duras
- Annie Ernaux
- William Faulkner
- Michel Foucault
- François Furet
- Romain Gary
- Jean Giono
- Nicolas Gogol
- Witold Gombrowicz
- Louis Guilloux
- Dashiell Hammett
- Peter Handke
- Jim Harrison
- Ernest Hemingway
- Chester Himes
- Victor Hugo
- Eugène Ionesco
- Max Jacob
- Sébastien Japrisot
- Marcel Jouhandeau
- Ernst Kantorowicz
- Yachar Kemal
- Jack Kerouac
- Joseph Kessel
- Camille Laurens
- D. H. Lawrence
- Jacques Le Goff
- Michel Leiris
- Léonard de Vinci
- Bernard Lewis
- Elias Lönnrot
- Jean-Patrick Manchette
- Joanot Martorell
- Guy de Maupassant
- Horace McCoy
- Herman Melville
- Maurice Merleau-Ponty
- O. V. de L. Milosz
- Yukio Mishima
- Margaret Mitchell
- Patrick Modiano
- Michel de Montaigne
- Vladimir Nabokov
- Pablo Neruda
- Flannery O'Connor
- Kenzaburô Ôé
- Ludmila Oulitskaïa
- Amos Oz
- Mona Ozouf
- Boris Pasternak
- Cesare Pavese
- Georges Perros
- Alain Peyrefitte
- Pablo Picasso
- André Pieyre de Mandiargues
- Luigi Pirandello
- Sylvia Plath
- Jean-Bertrand Pontalis
- Plutarque
- Polybe
- J.-B. Pontalis
- Marcel Proust
- François Rabelais
- Yasmina Reza
- Arthur Rimbaud
- Philip Roth
- Jean-Christophe Rufin
- Antoine de Saint-Exupéry
- George Sand
- Boualem Sansal
- Jorge Semprún
- Jean Starobinski
- George Steiner
- Eugène Sue
- Italo Svevo
- Rabindranath Tagore
- Jun'ichirō Tanizaki
- Jean Tardieu
- Albert Thibaudet
- Alexis de Tocqueville
- Paul Verlaine
- Léonard de Vinci
- Voltaire
- Simone Weil
- Herbert George Wells
- François Weyergans
- Edith Wharton
- Oscar Wilde
- Michel Winock
- Virginia Woolf

## Liste des ouvrages publiés dans la collection
| Titre de l'ouvrage                                                                                      | Auteur                          | Année de publication | Notes |
| --- | ------------------------------- | -------------------- | --- |
| Œuvres                                                                                                  | Cioran                          | 1995                 | Édition publiée sous la direction d'Yves Peyré                                                                 |
| Mythe et Épopée                                                                                         | Georges Dumézil                 | 1995                 | Préface de Joël H. Grisward                                                                                    |
| Inventaire Voltaire                                                                                     | Voltaire                        | 1995                 | Édition publiée sous la direction de Jean Goulemot, André Magnan et Didier Masseau                             |
| Miroir de l'Afrique                                                                                     | Michel Leiris                   | 1996                 | Édition de Jean Jamin avec la collaboration de Jacques Mercier                                                 |
| Féodalité                                                                                               | Georges Duby                    | 1996                 | Introduction de Jacques Dalarun                                                                                |
| Moi et mon double                                                                                       | Witold Gombrowicz               | 1996                 | |
| La San Felice                                                                                           | Alexandre Dumas                 | 1996                 | |
| Romans, cinéma, théâtre, un parcours : 1943-1993                                                        | Marguerite Duras                | 1997                 | |
| Les Lieux de mémoire                                                                                    | Collectif                       | 1997                 | En trois tomes. Édition publiée sous la direction de Pierre Nora                                               |
| Mémoires d'outre-tombe                                                                                  | François-René de Chateaubriand  | 1997                 | En deux tomes. Édition de Jean-Paul Clément, avant-propos de Jean d'Ormesson                                   |
| Tirant le Blanc                                                                                         | Joanot Martorell                | 1997                 | Édition de Jean Marie Barberà                                                                                  |
| Si les lions pouvaient parler. Essais sur la condition animale                                          | Collectif                       | 1998                 | Édition publiée sous la direction de Boris Cyrulnik                                                            |
| Les Mohicans de Paris                                                                                   | Alexandre Dumas                 | 1998                 | En deux tomes. Édition de Claude Schopp                                                                        |
| Henri Matisse, roman                                                                                    | Louis Aragon                    | 1998                 | |
| Un autre Moyen Âge                                                                                      | Jacques Le Goff                 | 1999                 | |
| À la recherche du temps perdu                                                                           | Marcel Proust                   | 1999                 | Édition publiée sous la direction de Jean-Yves Tadié                                                           |
| Œuvres                                                                                                  | Simone Weil                     | 1999                 | Édition publiée sous la direction de Florence de Lussy                                                         |
| Nouvelles complètes                                                                                     | Ernest Hemingway                | 1999                 | |
| Œuvres                                                                                                  | Robert Desnos                   | 1999                 | Édition publiée sous la direction de Marie-Claire Dumas                                                        |
| Renaissance italienne (1460-1500)                                                                       | André Chastel                   | 1999                 | |
| Œuvres                                                                                                  | Ernst Kantorowicz               | 2000                 | Postface d'Alain Boureau                                                                                       |
| Nouvelles complètes                                                                                     | Luigi Pirandello                | 2000                 | Préface de Giovanni Macchia                                                                                    |
| Olympe de Clèves                                                                                        | Alexandre Dumas                 | 2000                 | Édition de Claude Schopp                                                                                       |
| Journal de la France et des Français : chronologie politique, culturelle et religieuse de Clovis à 2000 | Collectif                       | 2001                 | |
| Jean Santeuil                                                                                           | Marcel Proust                   | 2001                 | Édition de Pierre Clarac et Yves Sandre                                                                        |
| Dits et écrits                                                                                          | Michel Foucault                 | 2001                 | En deux tomes : 1954-1975 et 1976-1988. Édition publiée sous la direction de Daniel Defert et François Ewald   |
| Choses vues : souvenirs, journaux, cahiers                                                              | Victor Hugo                     | 2002                 | Édition d'Hubert Juin                                                                                          |
| Vies parallèles                                                                                         | Plutarque                       | 2002                 | Édition publiée sous la direction de François Hartog                                                           |
| C'était de Gaulle                                                                                       | Alain Peyrefitte                | 2002                 | |
| Nouvelles complètes                                                                                     | Marcel Aymé                     | 2002                 | |
| Femmes amoureuses                                                                                       | D.H. Lawrence                   | 2001                 | Édition publiée sous la direction de Daniel Defert et François Ewald                                           |
| Les Origines du totalitarisme - Eichmann à Jérusalem                                                    | Hannah Arendt                   | 2002                 | Édition publiée sous la direction de Pierre Bouretz                                                            |
| U.S.A.                                                                                                  | John Dos Passos                 | 2002                 | Préface de Philippe Roger                                                                                      |
| L'Art et la Société Moyen Âge - XXe siècle                                                              | Georges Duby                    | 2002                 | |
| Lettres choisies - Souvenirs (1814-1859)                                                                | Alexis de Tocqueville           | 2003                 | Édition publiée sous la direction de Laurence Guellec et Françoise Mélonio                                     |
| Esquisses de mythologie                                                                                 | Georges Dumézil                 | 2003                 | Préface de Joël H. Grisward                                                                                    |
| Nouvelles complètes                                                                                     | Joseph Conrad                   | 2003                 | Édition de Jacques Darras                                                                                      |
| Autant en emporte le vent                                                                               | Margaret Mitchell               | 2003                 | |
| Œuvres                                                                                                  | Jean Tardieu                    | 2003                 | Édition publiée sous la direction de Jean-Yves Debreuille                                                      |
| Histoire                                                                                                | Polybe                          | 2003                 | Édition de Denis Roussel                                                                                       |
| Sur la route et autres romans                                                                           | Jack Kerouac                    | 2003                 | Édition d'Yves Buin                                                                                            |
| Héros du Moyen Âge, le Saint et le Roi                                                                  | Jacques Le Goff                 | 2004                 | |
| Histoire de ma vie                                                                                      | George Sand                     | 2004                 | Édition de Martine Reid                                                                                        |
| Œuvres                                                                                                  | Nicolas Bouvier                 | 2003                 | Édition publiée sous la direction d'Eliane Bouvier                                                             |
| La Mer de la fertilité                                                                                  | Yukio Mishima                   | 2004                 | Préface de Marguerite Yourcenar                                                                                |
| Œuvres                                                                                                  | Antonin Artaud                  | 2004                 | Édition d'Évelyne Grossman                                                                                     |
| Romantismes français                                                                                    | Paul Bénichou                   | 2004                 | En deux tomes.                                                                                                 |
| Écrits autobiographiques - Le Docteur Jivago                                                            | Boris Pasternak                 | 2005                 | |
| Islam                                                                                                   | Bernard Lewis                   | 2005                 | |
| Romans noirs                                                                                            | Jean-Patrick Manchette          | 2005                 | |
| Penser la liberté, penser la démocratie                                                                 | Raymond Aron                    | 2005                 | Édition de Nicolas Baverez                                                                                     |
| Nouvelles et Contes                                                                                     | Honoré de Balzac                | 2005                 | En deux tomes : 1820-1832 et 1832-1850 (publié en 2006). Édition d'Isabelle Tournier                           |
| L'Histoire, la Guerre, la Résistance                                                                    | Marc Bloch                      | 2006                 | Édition d'Annette Becker et Étienne Bloch                                                                      |
| Chaminadour : contes, nouvelles et récits                                                               | Marcel Jouhandeau               | 2006                 | Édition d'Antoine Jaccottet                                                                                    |
| Le Roman de Ferrare                                                                                     | Giorgio Bassani                 | 2006                 | |
| Œuvres                                                                                                  | Guy Debord                      | 2006                 | Édition de Jean-Louis Rançon                                                                                   |
| Œuvres                                                                                                  | Michel Déon                     | 2006                 | |
| Afrique                                                                                                 | Karen Blixen                    | 2006                 | Préface de Martine Bacherich                                                                                   |
| La Révolution Française                                                                                 | François Furet                  | 2007                 | Préface de Mona Ozouf                                                                                          |
| Dans l'atelier du poète                                                                                 | René Char                       | 2007                 | Édition de Marie-Claude Char                                                                                   |
| Récits (1971-1982)                                                                                      | Thomas Bernhard                 | 2007                 | |
| Réflexions sur la littérature                                                                           | Albert Thibaudet                | 2007                 | Édition d'Antoine Compagnon et Christophe Pradeau                                                              |
| Cercueil et Fossoyeur - Le cycle de Harlem                                                              | Chester Himes                   | 2007                 | Édition d'Isabelle Tournier                                                                                    |
| Les Contes                                                                                              | Karen Blixen                    | 2007                 | Préface de Geneviève Brisac                                                                                    |
| Les Snopes                                                                                              | William Faulkner                | 2007                 | Édition de Cécile Meissonnier                                                                                  |
| Nouvelles, histoires et autres contes                                                                   | Julio Cortázar                  | 2008                 | Édition publiée sous la direction de Sylvie Protin                                                             |
| Œuvres                                                                                                  | Roger Caillois                  | 2008                 | Édition de Dominique Rabourdin                                                                                 |
| Œuvres                                                                                                  | Cesare Pavese                   | 2008                 | Édition de Martin Rueff                                                                                        |
| Romans                                                                                                  | Paul Bowles                     | 2008                 | |
| Les Essais, traduction intégrale en français moderne                                                    | Michel de Montaigne             | 2009                 | Édition d'André Lanly                                                                                          |
| Récits érotiques et fantastiques                                                                        | André Pieyre de Mandiargues     | 2009                 | Édition publiée sous la direction de Gérard Macé et Sibylle Pieyre de Mandiargues                              |
| Les Mystères de Paris                                                                                   | Eugène Sue                      | 2009                 | Édition publiée sous la direction de Judith Lyon-Caen                                                          |
| Légende du je : récits, romans                                                                          | Émile Ajar, Romain Gary         | 2009                 | Édition de Mireille Sacotte                                                                                    |
| D'une guerre l'autre                                                                                    | Louis Guilloux                  | 2009                 | Édition de Philippe Roger                                                                                      |
| Œuvres complètes : romans, nouvelles, essais, correspondance                                            | Flannery O'Connor               | 2009                 | Préface de Guy Goffette                                                                                        |
| Romans                                                                                                  | Dashiell Hammett                | 2009                 | |
| Nouvelles complètes                                                                                     | Nicolas Gogol                   | 2010                 | Édition publiée sous la direction de Michel Niqueux                                                            |
| Nouvelles complètes                                                                                     | Vladimir Nabokov                | 2010                 | |
| Reportages, romans                                                                                      | Joseph Kessel                   | 2010                 | Édition de Gilles Heuré                                                                                        |
| Le Kalevala, épopée des Finnois                                                                         | Elias Lönnrot                   | 2010                 | |
| Œuvres                                                                                                  | Maurice Merleau-Ponty           | 2010                 | Édition et préface de Claude Lefort                                                                            |
| Romans                                                                                                  | Italo Svevo                     | 2010                 | Édition de Mario Fusco                                                                                         |
| Chroniques romanesques                                                                                  | Jean Giono                      | 2010                 | Édition et préface de Mireille Sacotte                                                                         |
| Partir, poèmes, romans, nouvelles, mémoires                                                             | Blaise Cendrars                 | 2011                 | Édition publiée sous la direction de Claude Leroy                                                              |
| La Saga de Mèmed le Mince                                                                               | Yaşar Kemal                     | 2011                 | |
| Romans policiers                                                                                        | Sébastien Japrisot              | 2011                 | Édition et bibliographie de Jean-Marie David-Lebret                                                            |
| Œuvres, poèmes, romans, nouvelles, contes, essais, journaux                                             | Sylvia Plath                    | 2011                 | Édition de Patricia Godi                                                                                       |
| Écrire la vie                                                                                           | Annie Ernaux                    | 2011                 | |
| Romans - Nouvelles                                                                                      | Junichirô Tanizaki              | 2011                 | |
| Joseph Balsamo - Le Collier de la reine, mémoires d'un médecin                                          | Alexandre Dumas                 | 2012                 | Édition et préface de Judith Lyon-Caen                                                                         |
| L'Humaine Condition                                                                                     | Hannah Arendt                   | 2012                 | Édition publiée sous la direction de Philippe Raynaud                                                          |
| Le Fer rouge de la mémoire                                                                              | Jorge Semprún                   | 2012                 | |
| Herzog - La Planète de Mr. Sammler                                                                      | Saul Bellow                     | 2012                 | |
| Œuvres                                                                                                  | Max Jacob                       | 2012                 | Édition d'Antonio Rodriguez                                                                                    |
| Romans                                                                                                  | Jules Barbey d'Aurevilly        | 2013                 | Édition de Judith Lyon-Caen                                                                                    |
| Œuvres                                                                                                  | George Steiner                  | 2013                 | Édition de Pierre-Emmanuel Dauzat                                                                              |
| Romans                                                                                                  | Patrick Modiano                 | 2013                 | |
| Dictionnaire de synonymes, mots de sens voisin et contraires                                            | Henri Bertaud du Chazaud        | 2013                 | |
| Œuvres                                                                                                  | Albert Camus                    | 2013                 | Préface de Raphaël Enthoven                                                                                    |
| L'Amérique de Philip Roth                                                                               | Philip Roth                     | 2013                 | |
| Les Enquêtes de Philip Marlowe                                                                          | Raymond Chandler                | 2013                 | |
| Romans, essais                                                                                          | Virginia Woolf                  | 2014                 | |
| Contes et Nouvelles                                                                                     | Guy de Maupassant               | 2014                 | Édition de Louis Forestier                                                                                     |
| Les Aventures d'Augie March - Le Don de Humboldt                                                        | Saul Bellow                     | 2014                 | |
| Œuvres                                                                                                  | Truman Capote                   | 2014                 | |
| De Révolution en République : Les chemins de la France                                                  | Mona Ozouf                      | 2015                 | |
| Œuvres littéraires                                                                                      | Jean-Bertrand Pontalis          | 2015                 | Édition de Martine Bacherich                                                                                   |
| Œuvres complètes                                                                                        | Louis-René des Forêts           | 2015                 | Présentation de Dominique Rabaté                                                                               |
| Romans (1999-2011)                                                                                      | Boualem Sansal                  | 2015                 | Préface de Jean-Marie Laclavetine                                                                              |
| Carnet de route Écrits littéraires                                                                      | Régis Debray                    | 2016                 | |
| La Beauté du monde : La littérature et les arts                                                         | Jean Starobinski                | 2016                 | Édition de Martin Rueff                                                                                        |
| Œuvres                                                                                                  | Kenzaburô Ôé                    | 2016                 | |
| Les Cinq Livres des faits et dits de Gargantua et Pantagruel                                            | François Rabelais               | 2017                 | Édition sous la direction de Marie-Madeleine Fragonard avec la collaboration de Mathilde Bernard et Nancy Oddo |
| Œuvres poétiques croisées                                                                               | Arthur Rimbaud et Paul Verlaine | 2017                 | Édition de Solenn Dupas, Yann Frémi et Henri Scepi                                                             |
| Romans                                                                                                  | Tahar Ben Jelloun               | 2017                 | |
| Œuvres complètes                                                                                        | Georges Perros                  | 2017                 | Édition de Thierry Gillibœuf                                                                                   |
| Moby-Dick ou Le Cachalot                                                                                | Herman Melville                 | 2018                 | Édition et traduction de Philippe Jaworski                                                                     |
| Contes et Romans                                                                                        | Witold Gombrowicz               | 2018                 | Nouvelle édition                                                                                               |
| Solal et les Solal                                                                                      | Albert Cohen                    | 2018                 | Édition de Philippe Zard                                                                                       |
| Du vent, du sable et des étoiles. Œuvres                                                                | Antoine de Saint-Exupéry        | 2018                 | Édition d'Alban Cerisier                                                                                       |
| Mes Afriques. Romans                                                                                    | Paule Constant                  | 2019                 | Édition de l'auteur                                                                                            |
| Rien n'est vrai que le beau. Œuvres choisies - Lettres                                                  | Oscar Wilde                     | 2019                 | |
| Underworld. Romans noirs                                                                                | William R. Burnett              | 2019                 | Édition de Benoît Tadié                                                                                        |
| Carnets                                                                                                 | Léonard de Vinci                | 2019                 | Édition de Pascal Brioist                                                                                      |
| Les Papiers posthumes du Pickwick Club                                                                  | Charles Dickens                 | 2019                 | Édition de Céline Prest                                                                                        |
| Œuvres                                                                                                  | Rabindranath Tagore             | 2020                 | Édition de Fabien Chartier                                                                                     |
| Les Cabanes du narrateur. Œuvres choisies                                                               | Peter Handke                    | 2020                 | |
| Journal (1922-1989)                                                                                     | Michel Leiris                   | 2020                 | Nouvelle édition, revue et augmentée de Jean Jamin                                                             |
| Nouvelles complètes                                                                                     | Philip K. Dick                  | 2020                 | En deux tomes : 1947-1953 et 1954-1981. Édition de Laurent Queyssi                                             |
| De l'amour. Nouvelles et romans                                                                         | Herbert George Wells            | 2021                 | Édition de Laura El Makki                                                                                      |
| Mythe et Épopée I.II.III.                                                                               | Georges Dumézil                 | 2021                 | Avant-propos et introduction de Joël H. Grisward                                                               |
| La Passion des images. Œuvres choisies                                                                  | Charles Baudelaire              | 2021                 | Édition de Henri Scepi                                                                                         |
| Contes de l’inattendu. Nouvelles, roman, récits                                                         | Roald Dahl                      | 2021                 | Édition de Julien Bisson                                                                                       |
| Romans                                                                                                  | Julian Barnes                   | 2021                 | Édition de Vanessa Guignery                                                                                    |
| Écrits. 1935-1959                                                                                       | Pablo Picasso                   | 2021                 | Édition de Marie-Laure Bernadac et Christine Piot                                                              |
| Aventures heureuses. Romans historiques                                                                 | Jean-Christophe Rufin           | 2022                 | Préface de Sylvain Tesson                                                                                      |
| Œuvres                                                                                                  | Amos Oz                         | 2022                 | |
| Les Chevaliers de la Table ronde. Romans arthuriens                                                     | Collectif                       | 2022                 | Édition de Martin Aurell et Michel Pastoureau                                                                  |
| Gouverner la France                                                                                     | Michel Winock                   | 2022                 | Préface de Mona Ozouf                                                                                          |
| Les Différentes Régions du ciel. Œuvres choisies                                                        | Christian Bobin                 | 2022                 | Série « Voix contemporaines »                                                                                  |
| Romans                                                                                                  | Réjean Ducharme                 | 2022                 | Édition établie et présentée par Élisabeth Nardout-Lafarge                                                     |
| Itinéraires                                                                                             | Erri De Luca                    | 2023                 | |
| Romans noirs                                                                                            | Horace McCoy                    | 2023                 | Édition et préface de Benoît Tadié                                                                             |
| Romans                                                                                                  | François Weyergans              | 2023                 | Préface de Frédéric Beigbeder                                                                                  |
| Inventer le désir. Œuvres choisies                                                                      | Camille Laurens                 | 2023                 | |
| Résider sur la terre. Œuvres choisies                                                                   | Pablo Neruda                    | 2023                 | Édition de Stéphanie Decante                                                                                   |
| Histoires de l'Europe. Œuvres choisies                                                                  | Henri Pirenne                   | 2023                 | Édition de Genevieve Warland avec la collaboration d'Alain Marchandisse                                        |
| Vers le réel. Œuvres choisies                                                                           | Emmanuel Carrère                | 2023                 | Série « Voix contemporaines »                                                                                  |
| Les Voix de l'enfance. Œuvres choisies                                                                  | Françoise Dolto                 | 2023                 | Édition et introduction de Martine Bacherich avec la collaboration de Catherine Dolto et Colline Faure-Poirée  |
| Écrits américains. Œuvres choisies                                                                      | Philippe Labro                  | 2023                 | Série « Voix contemporaines »                                                                                  |
| Œuvres                                                                                                  | Eugène Ionesco                  | 2024                 | Édition et préface de Marie-Claude Hubert                                                                      |
| On vient de loin. Œuvres choisies                                                                       | Yasmina Reza                    | 2024                 | Série « Voix contemporaines ». Édition de l’auteur                                                             |
| Chroniques de New York. Romans, nouvelles                                                               | Edith Wharton                   | 2024                 | Édition d'Emmanuelle Delanoë-Brun et Anne Ullmo                                                                |
| Œuvres                                                                                                  | O. V. de L. Milosz              | 2024                 | Édition de Christophe Langlois                                                                                 |
| Paris des jours et des nuits                                                                            | Patrick Modiano                 | 2024                 | Série « Voix contemporaines ». Édition de l’auteur                                                             |
| D'un monde l'autre. Romans                                                                              | Ray Bradbury                    | 2024                 | Édition de Hubert Prolongeau                                                                                   |
| Métamorphoses. Romans, novellas                                                                         | Jim Harrison                    | 2025                 | Édition de Brice Matthieussent                                                                                 |
| Suspense. Du roman à l’écran                                                                            | Boileau-Narcejac                | 2025                 | |
| Fragments d'un tout. Œuvres choisies                                                                    | Ludmila Oulitskaïa              | 2025                 | Série « Voix contemporaines ».                                                                                 |

## Rythme de publication depuis 1995
en nombre de titres par année